# Auguste Reymond (photographe)
Pour les articles homonymes, voir Auguste Reymond et Reymond.
Auguste Reymond,  né le 4 mai 1825 au Brassus et mort le 22 juillet 1913 à Prilly, est un photographe suisse.

## Biographie
Après avoir suivi un apprentissage d'horloger, il se lance dans la photographie avec, comme sujet unique, la vallée de Joux. Il part ensuite à Genève de 1861 à 1870 pour se spécialiser dans la reproduction d'œuvres d'art. Il retourne ensuite dans la vallée de Joux où il photographie des éléments locaux, aussi bien des paysages que des montres et des instruments astronomiques ou des évènements locaux, offrant ainsi de nombreux documents historiques et ethnographiques sur la vie de la région au début du XXe siècle.
Il meurt le 22 juillet 1913 à Prilly.